# Tyler Bey
Tyler Tarik Bey (Las Vegas, Nevada; 10 de febrero de 1998) es un baloncestista estadounidense que pertenece a la plantilla del Hapoel Haifa B.C. en la Ligat ha'Al israelí.. Con 2,01 metros de estatura, juega en la posición de alero.

## Trayectoria deportiva

### Universidad
Jugó tres temporadas con los Buffaloes de la Universidad de Colorado, en las que promedió 11,2 puntos, 8,1 rebotes, 1,0 robos de balón y 1,0 tapones por partido. Al término de su segunda temporada fue incluido en el mejor quinteto de la Pac-12 Conference y elegido jugador más mejorado de la conferencia.
Tras la finalización de la temporada 2019-20, fue elegido mejor jugador defensivo del año de la conferencia e incluido en el segundo mejor quinteto. El 25 de marzo se declaró elegible para el Draft de la NBA, renunciando así al año de universidad que le quedaba.

#### Estadísticas
| Año     | Equipo   | PJ | PT | MPP  | %TC  | %3P  | %TL  | RPP | APP | ROB | TPP | PPP  |
| ------- | -------- | -- | -- | ---- | ---- | ---- | ---- | --- | --- | --- | --- | ---- |
| 2017–18 | Colorado | 32 | 21 | 19.7 | .503 | .000 | .685 | 5.1 | .5  | .6  | .7  | 6.1  |
| 2018–19 | Colorado | 36 | 36 | 26.3 | .541 | .227 | .782 | 9.9 | .6  | .8  | 1.2 | 13.6 |
| 2019–20 | Colorado | 31 | 30 | 29.0 | .530 | .419 | .743 | 9.0 | 1.5 | 1.5 | 1.2 | 13.8 |
| Total   | Total    | 99 | 87 | 25.0 | .530 | .305 | .747 | 8.1 | .9  | 1.0 | 1.0 | 11.2 |

### Profesional
Fue elegido en la trigésimo sexta posición del Draft de la NBA de 2020 por los Philadelphia 76ers, pero fue posteriormente traspasado a Dallas Mavericks junto con Josh Richardson a cambio de Seth Curry. Fue asignado al filial, los Texas Legends. El 2 de febrero de 2021, formó parte de la plantilla de los Long Island Nets para la reanudación de la NBA G League, hasta final de temporada.
El 25 de agosto de 2021, firma con Houston Rockets, siendo cortado por los Rockets el 17 de septiembre. Días después firmó con los Rio Grande Valley Vipers como jugador afiliado.
El 31 de julio de 2022, firma por el Ironi Nes Ziona B.C. en la Ligat ha'Al israelí.
El 10 de agosto de 2023 firma con los Magnolia Hotshots de la Philippine Basketball Association. Donde promedió 25,8 puntos y 13 rebotes.
En agosto de firma por el Hapoel Haifa B.C. de la Israeli Basketball Premier League.

### Temporada regular
| Año     | Equipo | PJ | PT | MPP | %TC  | %3P  | %TL  | RPP | APP | ROB | TPP | PPP |
| ------- | ------ | -- | -- | --- | ---- | ---- | ---- | --- | --- | --- | --- | --- |
| 2020-21 | Dallas | 18 | 0  | 3.9 | .318 | .250 | .600 | 1.1 | .2  | .0  | .1  | 1.0 |
| Total   | Total  | 18 | 0  | 3.9 | .318 | .250 | .600 | 1.1 | .2  | .0  | .1  | 1.0 |